# Tipsy
«Tipsy» es una canción del rapero estadounidense J-Kwon, fue lanzada el 12 de enero de 2004 a través de So So Def Recordings y Arista Records, como el sencillo principal de su álbum de estudio debut, Hood Hop (2004). Escrita por J-Kwon junto a Joe Kent y Mark Williams y producida por el equipo de producción estadounidense Trackboyz. Es el sencillo debut del rapero. Es una canción considerada una oda al consumo de alcohol por parte de menores de edad.
La canción usa como sample el beat de «We Will Rock You» de la banda británica Queen.

## Rendimiento comercial
«Tipsy» alcanzó el puesto número dos en el Billboard Hot 100 el 17 de abril de 2004, después de 14 semanas en la lista, y alcanzó el puesto número dos en el Hot R&B/Hip-Hop Singles & Tracks.
Fuera de su país natal, alcanzó su punto máximo dentro de los primeros 10 en las listas en Australia, Nueva Zelanda y el Reino Unido, pero encabezó la lista de sencillos de R&B en este último país. 
Hasta la fecha, «Tipsy» ha sido el mayor y único éxito de J-Kwon, el siguiente sencillo del rapero «You and Me» fue un éxito moderado y alcanzó el Top 20 en la lista de rap de Estados Unidos. 
J-Kwon tenía 17 años cuando alcanzó la fama gracias a su sencillo debut.

## Vídeo musical
En el vídeo, J-Kwon celebra una fiesta en su casa. El vídeo rinde homenaje a House Party, Risky Business y el vídeo musical de la canción «Gin and Juice» del rapero Snoop Dogg. Daz Dillinger de So So Def, Jermaine Dupri, Da Brat y Murphy Lee de Derrty hacen apariciones especiales. También hace una aparición el comediante y actor Lavell Crawford como el padre de J-Kwon.

## Remezcla
El remix oficial («Still Tipsy») presenta a los raperos de St. Louis Chingy y Murphy Lee. Y Sway DaSafo sampleó el ritmo de la canción para «Pepsi», una canción que parodia la lucha contra el consumo de alcohol en su álbum debut.

## Uso en la medias
- «Tipsy» apareció en las películas Breakin' All the Rules, White Chicks y Soul Plane, así como en el videojuego LA Rush. También se escuchó durante una escena de club en el episodio "Moral Midgetry", de la temporada 3 de The Wire.
- J-Kwon interpretó la canción en la final de la temporada 29 de Saturday Night Live presentada por las hermanas gemelas Mary-Kate y Ashley Olsen .
- Un remix de club de «Tipsy» apareció en la película de 2012, Proyecto X y This is the End. En 2015, apareció en la película Sisters . [3]
- En 2024, Shaboozey lanzó «A Bar Song (Tipsy)», que usa de base a la canción de J-Kwon, con la línea "everybody in the bar gettin’ tipsy" destacada en el coro. La se ubicó en el número uno tanto en el Hot 100 como en el Hot Country Songs de Billboard y J-Kwon fue acreditado como compositor.[4]

## Historial de versiones
| Región         | Fecha                 | Formato(s)                       | Etiqueta(s)                                    | Ref.  |
| -------------- | --------------------- | -------------------------------- | ---------------------------------------------- | ----- |
| Estados Unidos | 12 de enero de 2004   | So So Def Arista                 | Rhythmic contemporary urban contemporary radio | [ 5 ] |
| Estados Unidos | 17 de febrero de 2004 | Éxitos de la radio contemporánea | Rhythmic contemporary urban contemporary radio | [ 6 ] |
| Reino Unido    | 12 de julio de 2004   | CD                               | Arista                                         | [ 7 ] |